# Rhododendronrigó
A rhododendronrigó (Turdus dissimilis) a madarak osztályának verébalakúak (Passeriformes)  rendjébe és a rigófélék (Turdidae) családjába tartozó faj.

## Rendszerezése
A fajt Edward Blyth angol zoológus írta le 1758-ban.

## Előfordulása
Délkelet-Ázsiában, Banglades, India, Laosz, Kína, Mianmar, Thaiföld és Vietnám területén honos. 
Természetes élőhelyei a szubtrópusi és trópusi síkvidéki esőerdők, száraz erdők, mangroveerdők és cserjések. Vonuló faj.

## Megjelenése
Átlagos testhossza 24 centiméter.
|  |  |

## Természetvédelmi helyzete
Az elterjedési területe rendkívül nagy, egyedszáma ugyan csökken, de még nem éri el a kritikus szintet. A Természetvédelmi Világszövetség Vörös listáján nem fenyegetett fajként szerepel.